# معین‌آباد، مندال
معین‌آباد، مندال (به انگلیسی: Moinabad) یک روستا در هند است که در تلانگانا واقع شده‌است.